# Ericolophium holsti
Ericolophium holsti är en insektsart. Ericolophium holsti ingår i släktet Ericolophium och familjen långrörsbladlöss. Inga underarter finns listade i Catalogue of Life.